# معركة موهي
مَعْرَكة مْوهِي (بالمجرية: Muhi csata)‏  ، دَارَتْ رَحَاها يَوم 11 أبريل 1241 في مدينة موهي جنوب غرب نهر ساجو، بين الإمبراطورية المغولية بقيادة باتو خان وسوبوتاي ومملكة المجر بقيادة الملك بيلا الرابع أثناء فترة الغزو المغولي لأوروبا. أنتهت المعركة بنصر حاسم للقوات المغولية بعد أن حوصرت القوات المجرية في مخيمها على الضفة الغربية لنهر ساجو ودُمرت بالكامل.

## الخلفية تاريخية

### الغزو المغولي لأوروبا
هاجم المغول أوروبا الشرقية بقوة قواهما خمسة جيوش. هاجم اثنان منهم عبر بولندا من أجل حماية الجناح البولندي من أبناء عمومة بيلا الرابع ملك المجر، وحققوا عدة انتصارات. منها هزيمة جيش الدوق هنري الثاني دوق سيليزيا في معركة لغنيتسا. وهاجم جيش جنوبي ترانسيلفانيا، وهزم فويفود وسحقُ جيوش ترانسيلفانيا. بينما هاجم الجيش الرئيسي بقيادة الخان باتو وسوبوتاي المجر عبر ممر فيريك المحصن وقضوا على جيش بقيادة الكونت دينيس توماج، في 12 مارس 1241. بينما سار الجيش الأخير بقيادة شيبان شقيق باتو شمال الجيش الرئيسي. قبل الغزو، أشرف الملك بيلا شخصيًا على بناء حواجز طبيعية كثيفة على طول الحدود الشرقية للمجر، بهدف إبطاء تقدم المغول وعرقلة حركتهم. ومع ذلك، امتلك المغول وحدات متخصصة قامت بتنظيف المسارات بسرعة كبيرة، وإزالة العقبات في 3 أيام فقط. إلى جانب السرعة القصوى للتقدم المغولي، الذي أطلق عليه مراقب أوروبي «تقدم البرق»، لذلك افتقر المجريون إلى الوقت لتجميع قواتهم بشكل صحيح.

### التحضير من الجانب المجري
في عام 1223 ، هزمت الإمبراطورية المغولية المتوسعة مجموعة تحالفات الكييف روس في معركة نهر كالكا باستخدام تكتيكهم الشهير المتمثل في التراجع الوهمي تحت حكم سوبوتاي وجيبي. كان هذا جزءًا من غارة الفرسان الكبيرة لاستكشاف الأراضي التي تتجاوز معرفتهم تحت إشراف جنكيز خان. تم سحق أمراء الكييف روس المهزومين الذين أسرهم المغول أحياءً تحت منصة انتصار بعد المعركة. في ذلك الوقت، كان المغول مجرد قوة استكشافية في أوروبا، ولم يحاصروا المدن الكبرى مثل كييف إلا بعد عقود، تحت إشراف أوقطاي خان، خليفة جنكيز خان.
حاولت المجر تحويل الكومان إلى المسيحية وتوسيع نفوذها عليهم لعدة عقود قبل ذلك. حتى أن الملك المجري بيلا الرابع بدأ في استخدام لقب «ملك كومانيا». عندما لجأ لاجئو كومان (حوالي 40.000 شخص) إلى مملكته بعد أن سحقهم المغول، بدا أن جزءًا على الأقل من الكومان قد قبل الحكم المجري. رأى المغول المجر كمنافس، وأخذوا هجرة الكومان إلى المجر سببًا للحرب. كما ألقوا باللوم على المجر في «فقدان مبعوثين».
ظهر التهديد المنغولي خلال فترة الاضطرابات السياسية في المجر. تقليديا، كانت قاعدة السلطة الملكية تتكون من عقارات شاسعة مملوكة كممتلكات ملكية. في عهد الملك أندرو الثاني، وصلت تبرعات الأراضي للنبلاء من قبل التاج إلى ذروة جديدة بحيث تم التبرع بالمقاطعات بأكملها. كما قال أندرو الثاني، «إنَ أفضلْ مِقياس للكرم المَلكي لا يقاس». بعد أن ورث بيلا الرابع عرش والده، بدأ في إعادة مصادرة تبرعات أندرو وتنفيذ أو طرد مستشاريه. كما أنكر حق النبلاء في جلسات الاستماع الشخصية وقبل الالتماسات المكتوبة فقط إلى مستشارته. حتى أنه قام بسحب كراسي غرفة المجلس لإجبار الجميع على الوقوف في حضوره. تسببت أفعاله في استياء كبير بين النبلاء. لم يندمج البدو الرحل بسهولة مع المجريين المستقرين وصُدم النبلاء لأن الملك وقف ألى جانب الكومان في الخلافات بين الاثنين.
بدأ الملك بيلا في بحشد جيشه وأمر جميع قواته، بما في ذلك الكومان، بالذهاب إلى مدينة بيست. وصل فريدريك الثاني، دوق النمسا وستيريا، إلى هناك أيضًا لمساعدته. في هذه اللحظة، تسبب الصراع بين الكومان والمجريين في أعمال شغب وقتل كومان خان - الذي كان تحت الحماية الشخصية للملك. تذكر بعض المصادر دور الدوق فريدريك في إثارة هذه الشغب، لكن دوره الحقيقي غير معروف. الاحتمال الآخر هو أن جواسيس المغول ساعدوا في نشر شائعات عن تحالف كومان-مونغول المفترض لإحداث حالة من الذعر، على غرار ما فعله المغول في غزو خوارزم. اعتقد الكومان أنهم تعرضوا للخيانة، وتركوا البلاد إلى الجنوب، ونهبوا كل الطريق. لم تنجح التعبئة الكاملة. لم تتمكن العديد من الوحدات من الوصول إلى بيست؛ تم تدمير بعضها من قبل المغول قبل وصولهم، والبعض الآخر على يد الكومان المنشيق. رفض العديد من النبلاء المشاركة في الحملة لأنهم كرهوا الملك وأرادوا سقوطه. كانت خسارة الكومان مؤلمة لبيلا، لأنهم كانوا الجيش الوحيد في أوروبا الذي لديه خبرة في قتال المغول.

## المعركة

### الإجراءات الأولية

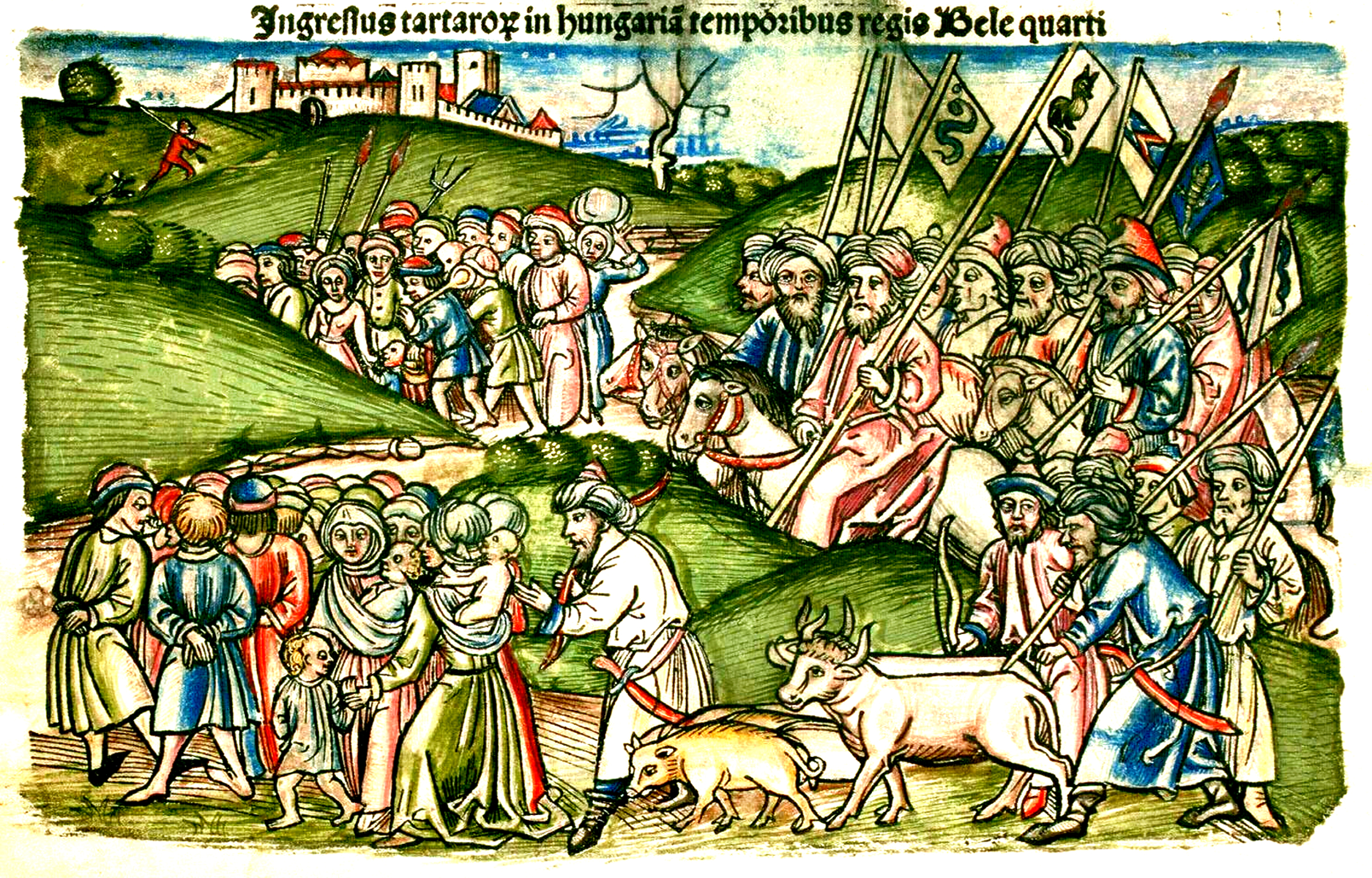
منمنمة من القرن الخامس عشر تصور الغزو المغولي للمجر بواسطة المؤرخ يوهانس دي ثوروتش.

وصلت طليعة جيش المغول إلى بيست في 15 مارس وبدأت في نهب المنطقة المجاورة. منع الملك بيلا رجاله من مهاجمتهم، حيث كان الجيش المجري لا يزال غير مستعد. ومع ذلك، هاجم الدوق فريدريك وهزم مجموعة مداهمة صغيرة واستخدم هذا لمحاولة تشويه سمعة بيلا ˈبالجبانˈ. بعد هذا العمل «البطولي»، عاد الدوق فريدريك إلى منزله، تاركًا حليفه المجري. في غضون ذلك، دمر المغول العديد من القوات المجرية الأخرى التي لم تكن قادرة على الارتباط بالجيش الرئيسي في الوقت المناسب. حاول رئيس أساقفة كالوتشا، أوجرين تشاك، أيضًا مهاجمة فرقة المغول، لكن تم استدراجه إلى مستنقع وأصبح سلاح الفرسان المدرع لديه عالقًا فيه بشكل لا رجعة منه. بالكاد نجا بحياته. كما تم القضاء على جيش الكونت بالاتين، كما ذُكر سابقًا. كما هزم جيش المغول الجنوبي قوة مجرية أخرى في ناغيفاراد.
أخيرًا، قرر الملك عرض المعركة المغول، لكنهم بدأوا في التراجع. وهذا يؤكد رأي النبلاء بأن المغول لم يكونوا يشكلون خطراً وأن سلوك الملك لم يكن حذرًا بل جبانًا. بعد أسبوع من المسيرات القسرية والهجمات المغولية المتكررة، وصل الجيش المجري، وهو مجموعة من القوات المجرية المتنوعة، إلى نهر ساجو الذي غمرته الفيضانات. حجم الجيش المجري غير معروف. يأتي أقرب دليل قاطع من ˈابترناتشر نوتيزˈ ، وهو سرد معاصر للمعركة من قبل مؤرخ ألماني ذكر أن المجريين فقدوا 10,000 رجل، مما يشير إلى أن جيشهم كله كان حول هذا الحجم. بالنسبة للمغول، يأتي أقرب دليل قاطع من أعمال المؤرخ رشيد الدين الهمذاني، بالاعتماد على المصادر المغولية، التي تفيد بأن القوة المغولية لغزو أوروبا الوسطى بأكمله كانت 40 ألف فارس، كان جزء منهم فقط في موهي.
من جانبهم، زعم المغول أن عَدوهم يفوق عَددهم، حيث أفاد المؤرخ عطاء ملك الجويني (بالاعتماد على مصادر مغولية) أن قوة الاستطلاع المغولية (10,000 رجل) قدرت أن الجيش المجري كان ضعف عدد الجيش المغولي. ومع ذلك، تم تقديم تقدير مبالغ فيه بشكل واضح قدره 400,000 للجيش المجري، مما يعني ضمناً 200,000 جندي مغولي. ادعى المؤرخون المجريون أن المغول كانوا متفوقين عدديًا عدة مرات، على الرغم من أنهم قدموا أيضًا أرقامًا غير محتملة، حيث ذكر أحد المؤرخين أن عدد المغول 500,000 جندي.
توقف المجريون للراحة وانتظار الإمدادات الإضافية، ولكن بسبب التضاريس المشجرة على الضفة البعيدة لنهر ساجو، لا يزال الملك والمجريون لا يعرفون أن الجيش المغولي الرئيسي الذي يبلغ قرابة 20000 جندي كان موجودًا. أمر الملك الحذر ببناء معسكر شديد التحصين من العربات، وهو إجراء مضاد تم اختباره في المعارك ضد جيوش البدو.

### خطة المغول
من المستبعد جدًا أن المغول أرادوا في الأصل عبور نهر واسع وخطير لمهاجمة معسكر محصن. من الأرجح أن خطتهم الأصلية كانت نصب كمين للقوات المجرية أثناء عبور النهر، كما فعلو في معركة نهر كالكا، على الرغم من أن هذا لا يزال غير مؤكد. هَرب عبد روثيني من المغول إلى المجريين وحذرهم من أن المغول يعتزمون الهجوم الليلي على الجسر فوق نهر ساجو. خطط المغول لجمع وحداتهم الثلاث معًا إن أمكن قبل الانخراط في المعركة ومراقبة العلامات التي تدل على أن المجريين خططوا للهجوم. على الرغم من فعاليته ضد جيوش البدو التقليدية، أصبح المعسكر المجري عبئًا بسبب معدات الحصار المتقدمة للمغول.

### المَعركة عند جسر ساجو

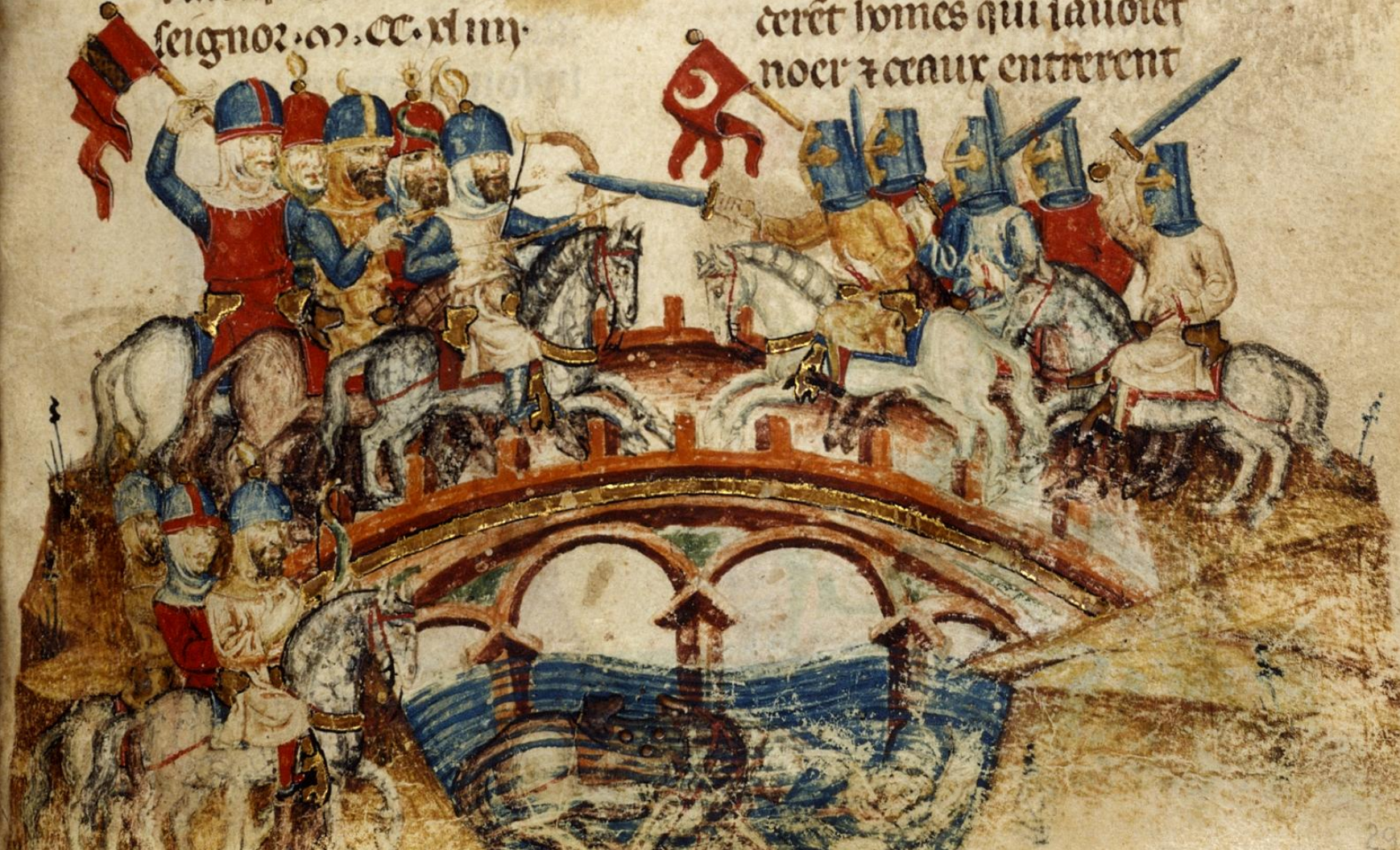
تصوير من القرن الثالث عشر لمعركة موهي.

لا يزال المجريون لا يعتقدون أنه سيكون هناك هجوم واسع النطاق، لكن قوات شقيق الملك كولومان، دوق سلافونيا، ورئيس الأساقفة أوغرين كساك مع ريمبالد دي فوكزون، قائد فرسان الهيكل، غادروا المعسكر لمفاجأة المغول والدفاع عن الجسر غير المحروس. كانت القوة المغولية عند الجسر عبارة عن طليعة أرسلها باتو لتأمينه خلال الليل. وصلوا إلى الجسر في منتصف الليل، بعد أن قطعوا السبعة كيلومترات الأخيرة في الظلام. من المستبعد جدًا أن المغول أرادوا الهجوم ليلًا (يتجنب رماة الخيول المعارك الليلية)، لكنهم أرادوا عبور النهر ليتمكنوا من مهاجمة المعسكر المجري عند الفجر.
عندما وصل كولومان وأوجرين، وجدا المغول غير مستعدين وفي منتصف عبور الجسر. لقد نجحوا في إجبارهم على الدخول في معركة وحققوا نصرًا هناك. كان المغول غير مستعدين لرجال القوس والنشاب، الذين تسببوا في خسائر فادحة لهم، بمساعدة حجم الجسر، الذي كان بطول 200 متر على الأقل. قُتلت طليعة المغول بالكامل، كتب المؤرخ توماس رئيس الشمامسة: "اقتحم المجريونهم على الفور وخاضوا معركة. لقد قطعوا عددًا كبيرًا منهم ودفعوا الباقين إلى الجسر، مما تسبب في غرقهم في النهر." ترك المجريون بعض الجنود لحراسة الجسر وعادوا إلى المعسكر، غير مدركين أن الجيش المغولي الرئيسي كان في الجوار. عند وصولهم إلى المخيم حوالي الساعة 02:00، احتفلوا بفوزهم." 

### المعركة الرئيسية

#### صباحاً
أجبر الانتصار المجري غير المتوقع جنرالات المغول على تعديل خططهم. إرُسال شيبان شمالًا مع قوة صغيره لعبور النهر ومهاجمة حراس الجسر من الخلف. في حوالي الساعة الرابعة فجرا، بدأ ضوء النهار ينفتح، بدؤوا في العبور. في هذه الأثناء، ذهب سوبوتاي جنوبًا لبناء جسر طوارئ مؤقت بينما كان المجريون مشغولين عند الجسر الرئيسي، لكنهم تركوا باتو خطة لاستخدام المنجنيقات لتطهير رماة السهام المعارضين لهم. عند الفجر، هاجم باتو، بمساعدة المنجنيقات، الحراس المجريين الذين كانوا يحرسون الجسر. عندما وصل شيبان ورجاله، تراجع المجريون إلى معسكرهم. أنهت القوات المغولية الرئيسية عبور النهر حوالي الساعة 08:00.
عندما وصل المجريون الفارون إلى المخيم أيقظوا الآخرين. ثم غادر كولومان وأوجرين وريمبالد دي فوكزون المعسكر مرة أخرى للتعامل مع المهاجمين. بقي آخرون هناك، معتقدين أن هذا كان أيضًا هجومًا صغيرًا وأن كولومان سينتصر مرة أخرى. ولكن عندما شهد كولومان وأوجرين تضخم حشد المغول، أدركوا أن هذه لم تكن غارة صغيرة بل هجومًا من قبل جيش المغولية الرئيسية. بعد قتال عنيف، عادوا إلى المخيم على أمل تعبئة الجيش بكامله. لقد أصيبوا بخيبة أمل شديدة، لأن الملك لم يصدر حتى أوامر بالاستعداد للمعركة. عاتب رئيس الأساقفة أوجرين الملك على أخطائه في الأماكن العامة. أخيرًا، انطلق الجيش المجري، لكن هذا التأخير أعطى باتو وقتًا كافيًا لإنهاء العبور.

مخطط لأرض المعركة يبين هجوم سوبوتاي من خلف القوات المجرية التي كانت تحاصر قوات باتو.

تلا ذلك صراع شاق. فاق عدد المجريين قوات باتو، ولم يتمكن المغول من التحرك بسرعة لأن نهر ساجو كانوا وراء ظهورهم. في هذا القتال، خسر باتو ثلاثين من حراسه (حراسه المدرعون بشدة) وأحد مساعديه، باكاتو، عندما هاجم شخصياً مع الطليعة. بدا أن القتال يسير بشكل رهيب بالنسبة للمغول؛ في غضون ساعتين من القتال، عانوا من خسائر فادحة، وبالكاد تم إنقاذهم من أن يُدفعو ألى النهر من قبل سلاح الفرسان المجريين بفضل القوة النارية للمنجنيقات. في نهاية الساعة الثانية، بينما كان المجريون يستعدون لهجمة أخرى لتحطيم خطوط المغول، هاجم سوبوتاي، الذي تأخر بسبب بناء الجسور، الجناح الخلفي المجريون. تراجع المجريون إلى معسكرهم المحصن قبل أن يكمل سوبوتاي تطويقه. بسبب الخسائر المتكبدة وحجم القوة المجرية الباقية، اقترح باتو الانسحاب. لم يعد واثقًا من قدرة رجاله على هزيمة المجريين إذا قرروا الخروج مرة أخرى، وألقى باللوم على سوبوتاي في الخسائر الفادحة التي تلقاها جناحه. صرح سوبوتاي أنه بغض النظر عن قرار باتو، فإنه لن يتراجع حتى تصل قوته إلى بيست. وإقنع باتو في النهاية بأستأنف الهجوم.

#### ظهراً

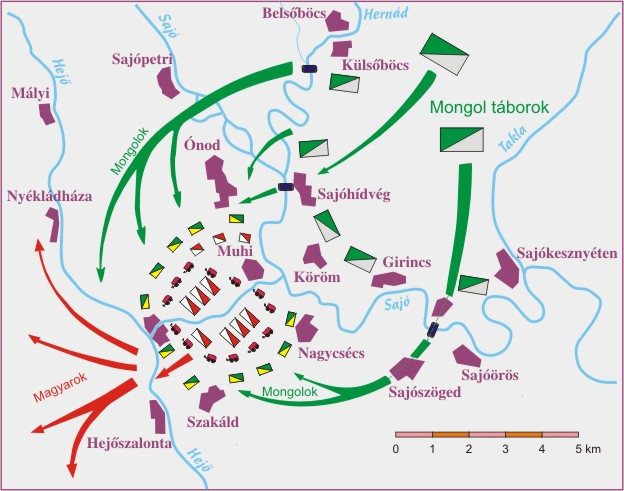
مخطط لأرض المعركة يبين محاصرة القوات المغولية لمخيم الملك بيلا الرابع مع بقية القوات المجرية.

محاصَرون داخل المعسكر، تحول المزاج السائد بين المجريين إلى ذُعر بعد أن كانت مسيراتهم غير فعالة وتعرضوا لقصف متكرر بالحجر والبارود. مذعوراً من السهام المشتعلة، أدى التدافع فيما بينهم ألى مقتل العديد من الجنود سحقاً. شعر النبلاء داخل المخيم بقليل من الولاء للملك، ومن المحتمل أن يكونوا قد هجروه لو لم يكونوا محاصرين بالفعل. حشد كولومان شقيق بيلا عددًا كافيًا من الرجال للتغلب على المغول وشن هجومهم، لكن هجومه تم صده. استخدم المغول معدات الحصار لقصف تحصينات المعسكر وإضرام النار في الخيام. أخيرًا، قرر الجنود المحبطون الفرار. لقد حاولوا الهروب من فجوة تركها المغول مفتوحة عن قَصد، مدركين جيدًا ˈأن الجنود الهاربين يمكن أن يُقتلوا بسهولة أكبر من أولئك الذين يجبرون على القتال حتى الموتˈ. هناك، تم ذبحهم جميعًا تقريبًا.
قُتل رئيس الأساقفة أوجرين مع رئيس أساقفة آخر، وثلاثة أساقفة، والعديد من كبار المسؤولين الآخرين، لكن كولمان وبيلا تمكنوا من الفرار - على الرغم من أن جروح كولومان كانت خطيرة لدرجة أنه توفي بعد فترة وجيزة. في حين عانى المغول من خسائر أعلى من المعتاد، فقد المجريون قوتهم بالكامل تقريبًا. المؤرخ توماس رئيس الشمامسة، الذي أجرى مقابلات مع العديد من شهود العيان، ادعى أن الطريق الذي حاول المجريون الهرب فيه كان مليئًا بالعديد من الجثث لدرجة أن الأرض أصبحت مصبوغة باللون الأحمر من دمائهم.

### دور البارود والأسلحة النارية
تكهن العديد من المؤرخين المعاصرين بأن الأسلحة النارية وأسلحة البارود الصينية قد تم نشرها من قبل المغول في معركة موهي. حسب وليام ماكنيل ربما تم استخدام أسلحة البارود الصينية في المجر في ذلك الوقت. وتذكر مصادر أخرى أسلحة مثل «الأسهم المشتعلة» و «قنابل النفثا». ينسب البروفيسور كينيث وارين تشيس الفضل إلى المغول في إدخال البارود والأسلحة المرتبطة به إلى أوروبا.

## ما بعد الواقعة
مع تدمير كامل للجيش الملكي في موهي، كان للمغول الآن سيطرة حرة على جزء كبير من البلاد. تم الاستيلاء على مدينة بيست وحرقها. وتم حصار مدينة ازترغوم وقتل معظم سكانها، ثم احتل المغول بشكل ممنهج السهول المجرية الكبرى ومنحدرات جبال الكاربات الشمالية وترانسيلفانيا. حيث وجدوا مقاومة محلية ، قاموا بقتل السكان بلا رحمة. حيث لم تبد المنطقة أي مقاومة ، أجبروا الرجال على العبودية في الجيش المغولي. كانت المجر في حالة خراب ، وانتشرت الهستيريا على نطاق واسع في جميع أنحاء أوروبا. تم تدمير ما يقرب نصف الأماكن المأهولة من قبل الجيوش الغازية. فقد حوالي 15 إلى 25 في المائة من السكان ،  معظمهم في المناطق المنخفضة ، وخاصة في ألفولد، في الروافد الجنوبية من السهل المجري في المنطقة التي تسمى الآن بانات، وفي جنوب ترانسيلفانيا.

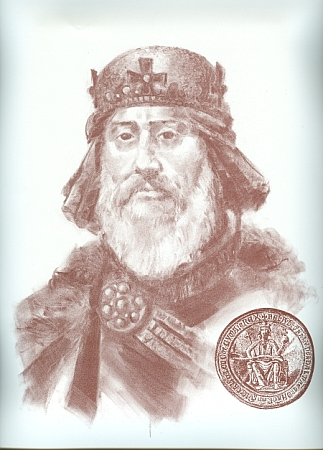
بيلا الرابع ملك المجر.

مع عدم وجود مكان آمن في المجر ، طارد بيلا إلى دالماتيا. وهربت العائلة المالكة أخيرًا إلى النمسا لطلب المساعدة من عدو بيلا اللدود الدوق فريدريك ، الذي ألقى القبض عليهم وقام بأبتزاز فدية هائلة من الذهب وأجبر الملك على التنازل عن ثلاث مقاطعات غربية للنمسا. في هذه المرحلة ، هرب الملك بيلا وبعض حاشيته من الجنوب الغربي ، عبر الأراضي الخاضعة للسيطرة المجرية ، إلى ساحل البحر الأدرياتيكي وجزيرة تروجير، حيث مكثوا حتى انسحب المغول. استولى المغول على الختم الملكي المجري واستخدموه لإصدار مراسيم وهمية جعلت العديد من المجريين عرضة للاستغلال. في غضون ذلك ، أصيبت بقية أوروبا بالرعب من هزيمة المجر والدمار اللاحق لها ، مما خلق موجة من الخوف والذعر التي انتشرت إلى المحيط الأطلسي.
أعضاء الحاشية الملكية الباقين على قيد الحياة ، ومعظمهم من الذين لم يصلوا إلى معركة موهي في الوقت المناسب للمشاركة ، إلى جانب عدد من غير المنظمين المكونين في الغالب من الفلاحين ، استخدموا تكتيكات حرب العصابات لمضايقة القوات المغولية ، وإشراكهم في بعض الأحيان في معركة مفتوحة. ومع ذلك ، قوبلت هذه المحاولات بمجازر قام بها سوبوتاي، والتي أوقفت أي محاولة لحرب العصابات في مساراتهم. هرب جزء من السكان المدنيين إلى مناطق اللجوء التي يصعب على سلاح الفرسان المغولي الوصول إليها ، مثل الجبال العالية في الشمال والشرق ، والمستنقعات (خاصة في بوستا، وحول سيكشفهيرفار وفي الغرب ، هانساج). يروي روجيريوس (أسقف) تجربته في أحد الملاجئ التي تسمى فاترا في كتابه ˈكارمن ميسيرابيلˈ. غالبًا ما تجاوز المغول النقاط القوية ودمروا الحقول الزراعية وأنظمة الري القريبة ، مما أدى لاحقًا إلى مجاعة جماعية. كانت الاستثناءات الأكثر اتساقًا لهذه القاعدة هي القلاع الحجرية ، التي كانت مجهزة جيدًا ، ويصعب أخذها ، وتركت القليل من الطعام للمغول ليأكلوا من المناطق المحيطة. كانت خمس قلاع حجرية فقط تقع شرق نهر الدانوب، وكلها عميقة خلف خطوط المغول. لم يسقط أي منهم.
على الجانب المغولي ، كانت هناك أيضًا احتكاكات داخلية قبل رحيل جيوشهم بعد المعركة. تصور المصادر المغولية / الصينية باتو على أنه قائد أعلى متوسط المستوى الذي ألقى باللوم على سوبوتاي في الخسائر في موهي التي حدثت بالفعل بسبب اندفاع باتو. لم يكن باتو سعيدًا بشكل خاص لأنه فقد 30 من الباتور (قوات المغول المدرعة)،  وأحد قادته ، باكاتو ، بالإضافة إلى ما بين عدة مئات  إلى عدة آلاف  من الجنود ̩، خسارة كبيرة بشكل غير عادي للمغول. أدى ذلك إلى مأدبة ساخنة بعد النصر حيث أجبر باتو على التراجع وإسناد انتصاراته إلى سوبوتاي. بالإضافة إلى ذلك ، اتهم غويوك وبوري، باتو بعدم الكفاءة ومحاولة ركوب أنتصار سوبوتاي، مما دفع باتو إلى طرد الأميرين وإرسالهما مع مونكو خان، على الأرجح كشاهد عيان ، إلى كاراكوروم ليحكم عليهم أوقطاي خان. من المحتمل جدًا أنهم أخذوا معهم أيضًا قواتهم الخاصة ، مما زاد من استنزاف الجيش المغولي النشط.
على ما يبدو نقل نسخة مغولية من القصة التي تهدف إلى تمجيد باتو خان، يصرح الرحال جون كاربيني أن عددًا كبيرًا من المغول قتلوا في المجر وبولندا وأنهم كانوا سيتراجعون في لحظة حرجة في موهي لولا القيادة الملهمة لـ باتو، الذي حشد رجاله شخصيًا ليقودهم إلى نصر حاسم. هذا يتوافق إلى حد ما مع رواية يوان شي للأحداث ، حيث انسحب المغول تقريبًا من المجر جزئيًا خلال المعركة ، حذرًا من قوة العدو ، ولكن في تلك النسخة كان سوبوتاي هو الذي جعلهم في النهاية يبقون ، وليس باتو.

### الخسائر
بعد انتصارهم ، لم يتوقف المغول عن النهب وبدلاً من ذلك طاردوا بقسوة ما تبقى من الجيش المجري. بعد القضاء على أي متطرفين يمكن أن يجدوه ، بدأوا هجومًا على الريف المجري ، وعززوا سيطرتهم على التضاريس التي كانوا قد اجتازوها من قبل. كانت خسائر المجريين بعد المعركة جعلتهم غير قادرين على شن دفاع فعال. أفاد مصدر شبه معاصر بمقتل 10,000 جندي مجري ، الجيش بأكمله تقريبًا. لا توجد تقديرات موثوقة لضحايا المغول ؛ يعطي المؤرخون الحديثون تقديرات تتراوح من عدة مئات إلى عدة آلاف. شهد الرحال جون كاربيني مقبرة كبيرة في روسيا حصريًا لجنود المغول الذين قتلوا في الحملة ضد المجر ، حيث قيل له «فقد الكثيرون أرواحهم هناك».